# Луковит
Луковит (буг. Луковит) — град у Републици Бугарској, у средишњем делу земље, седиште истоимене општине Луковит у оквиру Ловечке области.

## Географија
Положај: Луковит се налази у средишњем делу Бугарске. Од престонице Софије град је удаљен 115 km североисточно, а од обласног средишта Ловеча град је удаљен 60 km западно.
Рељеф: Област Луковита се налази у на јужном ободу бугарског Подунавља, на месту где се издижу прва северна брда Старе Планине. Град се сместио у долини реке Искар, на приближно 170 метара надморске висине.
Клима: Клима у Луковиту је континентална.
Воде: Кроз Луковит протиче велика бугарска река Искар средњим делом свог тока.

## Историја
Област Луковита је првобитно била насељена Трачанима, а после њих њом владају стари Рим и Византија. Јужни Словени ово подручје насељавају у 7. веку. Од 9. века до 1373. године област је била у саставу средњовековне Бугарске.
Крајем 14. века област Луковита је пала под власт Османлија, који владају облашћу 5 векова.
1878. године град је постао део савремене бугарске државе. Насеље убрзо постаје средиште окупљања за села у околини, са више јавних установа и трговиштем.

## Становништво
По проценама из 2007. године. Луковит је имао нешто преко 10.000 ст. Огромна већина градског становништва су етнички Бугари. Остатак су махом Роми. Последњих деценија град губи становништво због удаљености од главних токова развоја у земљи.
Претежна вероисповест месног становништва је православна.

## Галерија
- Зграда општине
- Градска црква
- Читалиште у Луковиту